# 1995–1996-os magyar női röplabdabajnokság
Az 1995–1996-os magyar női röplabdabajnokság az ötvenegyedik magyar női röplabdabajnokság volt. A bajnokságban tizennyolc csapat indult el, az előző évi első két helyezett az osztrák, magyar, cseh, szlovák, horvát és szlovén csapatok részvételével tartott Interligában szerepelt, a többiek az előző évi szereplés alapján két csoportban (Extraliga: 1-6. helyért, NB I.: 7-16. helyért) négy, illetve két kört játszottak. Az alapszakasz után az Interligában szereplő két csapat, az Extraliga 1-4. helyezettjei és az osztályozó győztesei play-off rendszerben játszottak a végső helyezésekért. Az osztályozó vesztesei (melyben az Extraliga 5-6. és az NB I. 1-2. helyezettjei vettek részt) és az NB I. 3-4. helyezettjei egymás közt két kört játszottak a 9-12. helyért, míg az NB I. 5-10. helyezettjei egymás közt két kört játszottak a 13-18. helyért.
A Kaposvári Tungsram új neve Kaposvári NRC lett.
A Jászberényi RC új neve Jászberényi RK lett.

## Alapszakasz

### Extraliga
| #  | Csapat               | M  | Gy | V  | Sz+ | Sz- | P  |
| -- | -------------------- | -- | -- | -- | --- | --- | -- |
| 1. | Vasas SC-Budai Tégla | 20 | 20 | 0  | 60  | 3   | 40 |
| 2. | BVSC-Masped          | 20 | 16 | 4  | 50  | 22  | 36 |
| 3. | Szegedi DRE          | 20 | 10 | 10 | 38  | 34  | 30 |
| 4. | Jászberényi RK       | 20 | 8  | 12 | 29  | 43  | 28 |
| 5. | Debreceni TE-DSI     | 20 | 4  | 16 | 19  | 54  | 24 |
| 6. | MBKE-Kaposvári NRC   | 20 | 2  | 18 | 16  | 56  | 22 |

### NB I.
| #   | Csapat                     | M  | Gy | V  | Sz+ | Sz- | P  |
| --- | -------------------------- | -- | -- | -- | --- | --- | -- |
| 1.  | Vértes Volán SE            | 18 | 17 | 1  | 53  | 5   | 35 |
| 2.  | Ajka SE                    | 18 | 15 | 3  | 46  | 17  | 33 |
| 3.  | Kecskeméti RC              | 18 | 15 | 3  | 47  | 18  | 33 |
| 4.  | Miskolci VSC               | 18 | 10 | 8  | 34  | 31  | 28 |
| 5.  | Békéscsabai Főiskola DSE   | 18 | 9  | 9  | 34  | 37  | 27 |
| 6.  | Pulzus SC                  | 18 | 7  | 11 | 29  | 39  | 25 |
| 7.  | Angyalföldi DRC            | 18 | 6  | 12 | 27  | 41  | 24 |
| 8.  | Székesfehérvári Radiant SE | 18 | 5  | 13 | 23  | 43  | 23 |
| 9.  | Közgazdasági Egyetem SC    | 18 | 3  | 15 | 17  | 46  | 21 |
| 10. | Szolnoki RK                | 18 | 3  | 15 | 18  | 51  | 21 |

* M: Mérkőzés Gy: Győzelem V: Vereség Sz+: Nyert szett Sz-: Vesztett szett P: Pont

## Osztályozó az Extraligáért
Debreceni TE-DSI–Ajka SE 3:1, 1:3 és MBKE-Kaposvári NRC–Vértes Volán SE 1:3, 1:3
Megjegyzés: A párharcokat kuparendszerben (oda-visszavágó) rendezték.

## Rájátszás

### 1–8. helyért
Negyeddöntő: Kordax-Eger SC–Vértes Volán SE 3:0, 3:0 és BSE-CSM–Debreceni TE-DSI 3:0, 3:0 és Vasas SC-Budai Tégla–Jászberényi RK 3:0, 3:1 és BVSC-Masped–Szegedi DRE 3:0, 3:0
Elődöntő: Kordax-Eger SC–BVSC-Masped 3:0, 3:0, 3:0 és BSE-CSM–Vasas SC-Budai Tégla 0:3, 0:3, 0:3
Döntő: Kordax-Eger SC–Vasas SC-Budai Tégla 3:0, 3:1, 3:1
3. helyért: BSE-CSM–BVSC-Masped 0:3, 0:3, 3:1, 3:2, 3:1
5–8. helyért: Szegedi DRE–Vértes Volán SE 3:2, 0:3, 2:3 és Jászberényi RK–Debreceni TE-DSI 3:0, 3:0
5. helyért: Jászberényi RK–Vértes Volán SE 2:3, 1:3
7. helyért: Szegedi DRE–Debreceni TE-DSI 3:0, 3:0

### 9–12. helyért
| #   | Csapat             | M | Gy | V | Sz+ | Sz- | P  |
| --- | ------------------ | - | -- | - | --- | --- | -- |
| 9.  | Miskolci VSC       | 6 | 5  | 1 | 17  | 6   | 11 |
| 10. | Kecskeméti RC      | 6 | 4  | 2 | 13  | 11  | 10 |
| 11. | Ajka SE            | 6 | 2  | 4 | 11  | 13  | 8  |
| 12. | MBKE-Kaposvári NRC | 6 | 1  | 5 | 5   | 16  | 7  |

### 13–18. helyért
| #   | Csapat                     | M  | Gy | V | Sz+ | Sz- | P  |
| --- | -------------------------- | -- | -- | - | --- | --- | -- |
| 13. | Pulzus SC                  | 10 | 10 | 0 | 30  | 9   | 20 |
| 14. | Békéscsabai Főiskola DSE   | 10 | 7  | 3 | 24  | 14  | 17 |
| 15. | Angyalföldi DRC            | 10 | 5  | 5 | 21  | 19  | 15 |
| 16. | Székesfehérvári Radiant SE | 10 | 4  | 6 | 18  | 21  | 14 |
| 17. | Szolnoki RK                | 10 | 2  | 8 | 13  | 26  | 12 |
| 18. | Közgazdasági Egyetem SC    | 10 | 2  | 8 | 10  | 27  | 12 |

* M: Mérkőzés Gy: Győzelem V: Vereség Sz+: Nyert szett Sz-: Vesztett szett P: Pont